# Ceriporia
Ceriporia là một chi nấm thuộc họ Phanerochaetaceae. Chi này phân bố rộng khắp và có 22 loài.